# Gouméra
Gouméra è un comune urbano del Mali facente parte del circondario di Kayes, nella regione omonima.